# Maccabi Natanya (beach soccer)
Il Maccabi Natanya è un club professionistico di beach soccer con sede a Natanya, in Israele.

## Rosa
| N. |                    | Ruolo | Calciatore   |
| -- | ------------------ | ----- | ------------ |
| 1  | Israele (bandiera) | P     | Hen Berkovic |
| 2  | Israele (bandiera) | D     | Elad Shick   |
| 4  | Israele (bandiera) | D     | Ben Briga    |
| 6  | Israele (bandiera) | D     | Alon Levi    |
| 7  | Israele (bandiera) | C     | Adam Lam     |
| 9  | Israele (bandiera) | C     | Omer Boaron  |

| N. |                    | Ruolo | Calciatore     |
| -- | ------------------ | ----- | -------------- |
| 10 | Spagna (bandiera)  | C     | Fran Mejias    |
| 11 | Israele (bandiera) | A     | Elihai Tzabari |
| 12 | Spagna (bandiera)  | A     | Pedro Juan     |
| 14 | Spagna (bandiera)  | A     | Chiky Ardil    |
| 18 | Israele (bandiera) | P     | Avi Gabay      |

Allenatore:  Liron Fartook